# 安国寺 (国東市)
安国寺（あんこくじ）は、大分県国東市国東町安国寺にある臨済宗妙心寺派の寺院。山号は太陽山。

## 歴史
足利尊氏が後醍醐天皇をはじめとする南朝の戦没者の菩提を弔うために日本全国68か所に建てた安国寺のひとつで、応永元年（1394年）にその最後（68番目）の寺として建立された。
最盛期には、七堂伽藍を有し、28の末寺を有するほどの大寺であったが、天正年間（1573年-1591年）の島津氏の豊後侵攻の際に全伽藍を焼失した。以後、寺院は衰退したが、明治時代に入って再建され、廃寺となった京都山科の地蔵寺から、足利尊氏坐像や地蔵菩薩立像（延命地蔵）が移されるほどとなった。
近隣に弥生時代から古墳時代初期にかけての集落遺跡の安国寺集落遺跡がある。

## 文化財
- 重要文化財
  - 木造足利尊氏坐像（2012年（平成24年）9月6日指定）

足利尊氏の存命中に製作された最古とされる尊氏像で、束帯姿、等身大の寄木造の像である。元は京都・東岩蔵山（京都市左京区粟田口大日山）にあった東岩蔵寺に尊氏の分骨とともに安置されていた。東岩蔵寺は南北朝時代に将軍家祈祷所となっており、本像は2代将軍義詮によって奉納されたと推定される。応仁の乱で同寺が焼失すると、尊氏の信仰が篤かった京都山科の地蔵寺に移されていた[1]。だが、廃仏毀釈により地蔵寺が明治11年（1878年）廃寺となったのに伴い、近くの華山寺に移され、明治40年（1897年）に安国寺に移管された。構造技法から足利将軍家に重用された院派仏師の作と推定され、中世俗人肖像彫刻の代表的な作例として貴重である。
- 大分県指定有形文化財
  - 木造地蔵菩薩立像（1994年（平成6年）3月25日指定）

寺伝では恵心僧都作と伝えるが鎌倉時代の制作と思われる。「延命地蔵」と呼ばれる地蔵像で、尊氏の信仰が篤く、この像を本尊として京都山科に地蔵寺を創建したとされる。また、赤穂藩筆頭家老大石良雄（大石内蔵助）が浅野家断絶後に山科に隠棲した際に祈願をしたと言われ、足元の蓮華座には、当時の住職逸山祖仁禅師が冥福を祈って収めた四十七士の戒名が書かれた巻物が収められている。足利尊氏坐像と同様に廃仏毀釈により地蔵寺が明治11年（1878年）廃寺となったのに伴い、近くの華山寺に移され、明治40年（1897年）に安国寺に移管された。

## ギャラリー

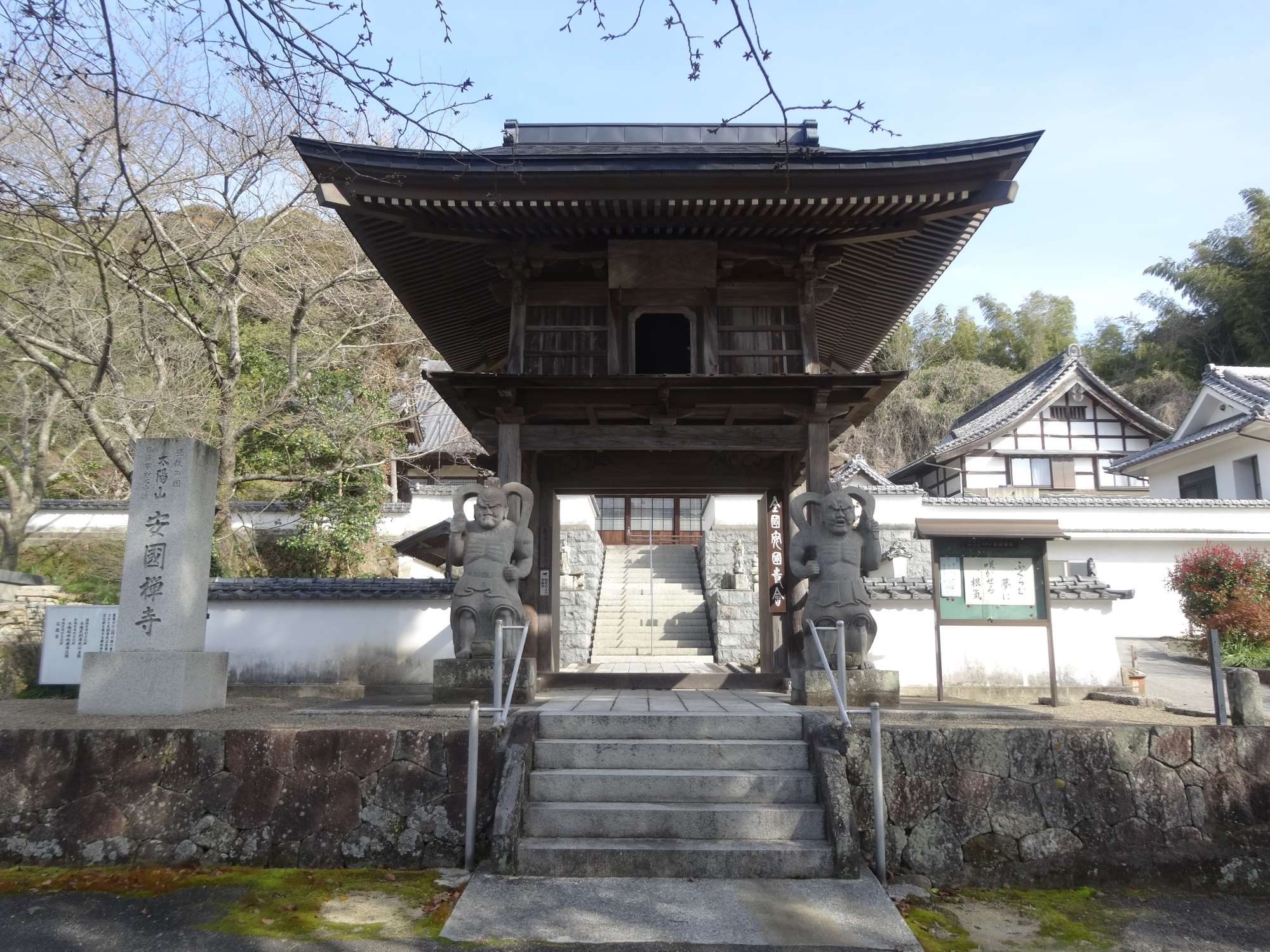
山門
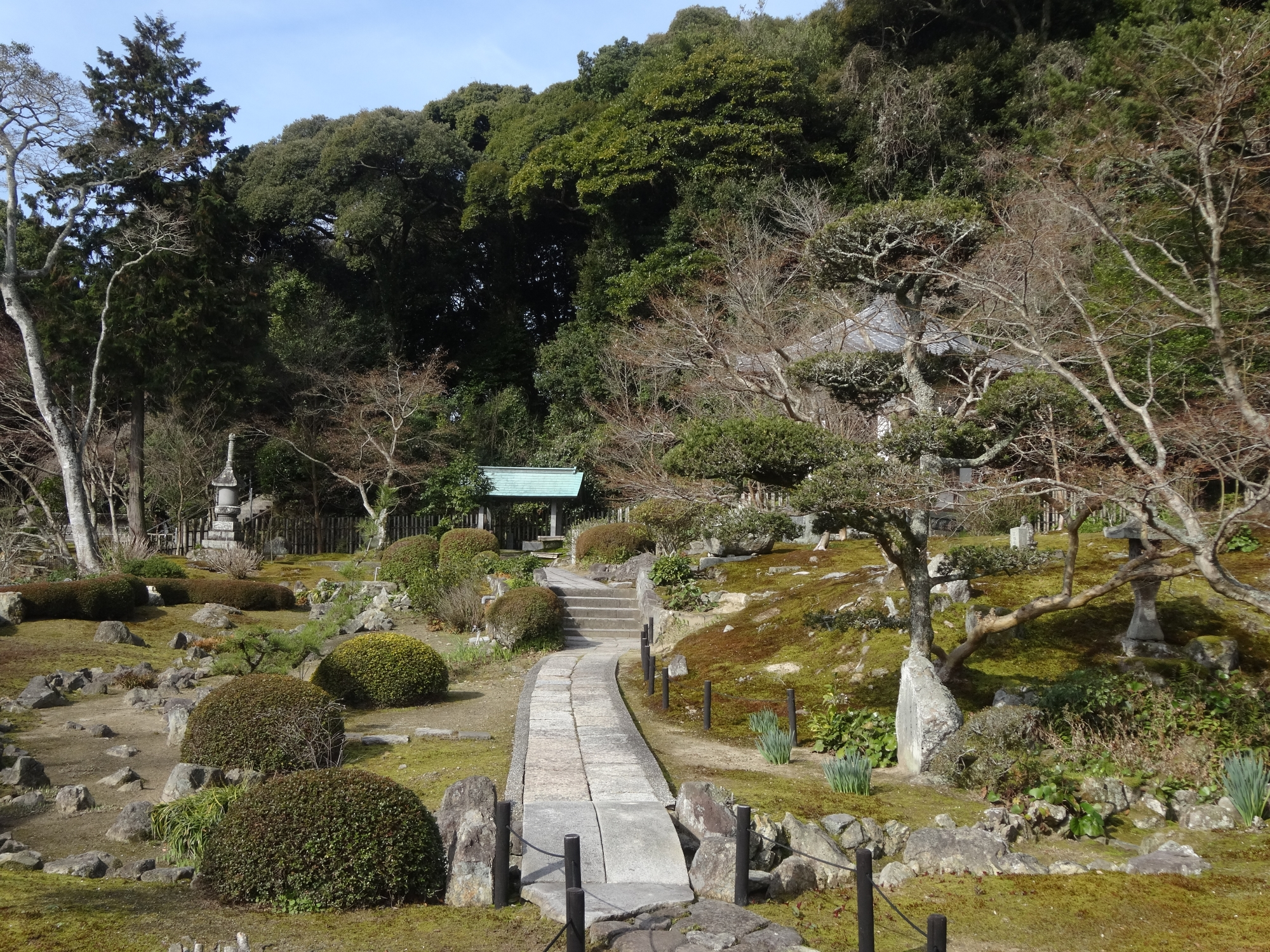
境内
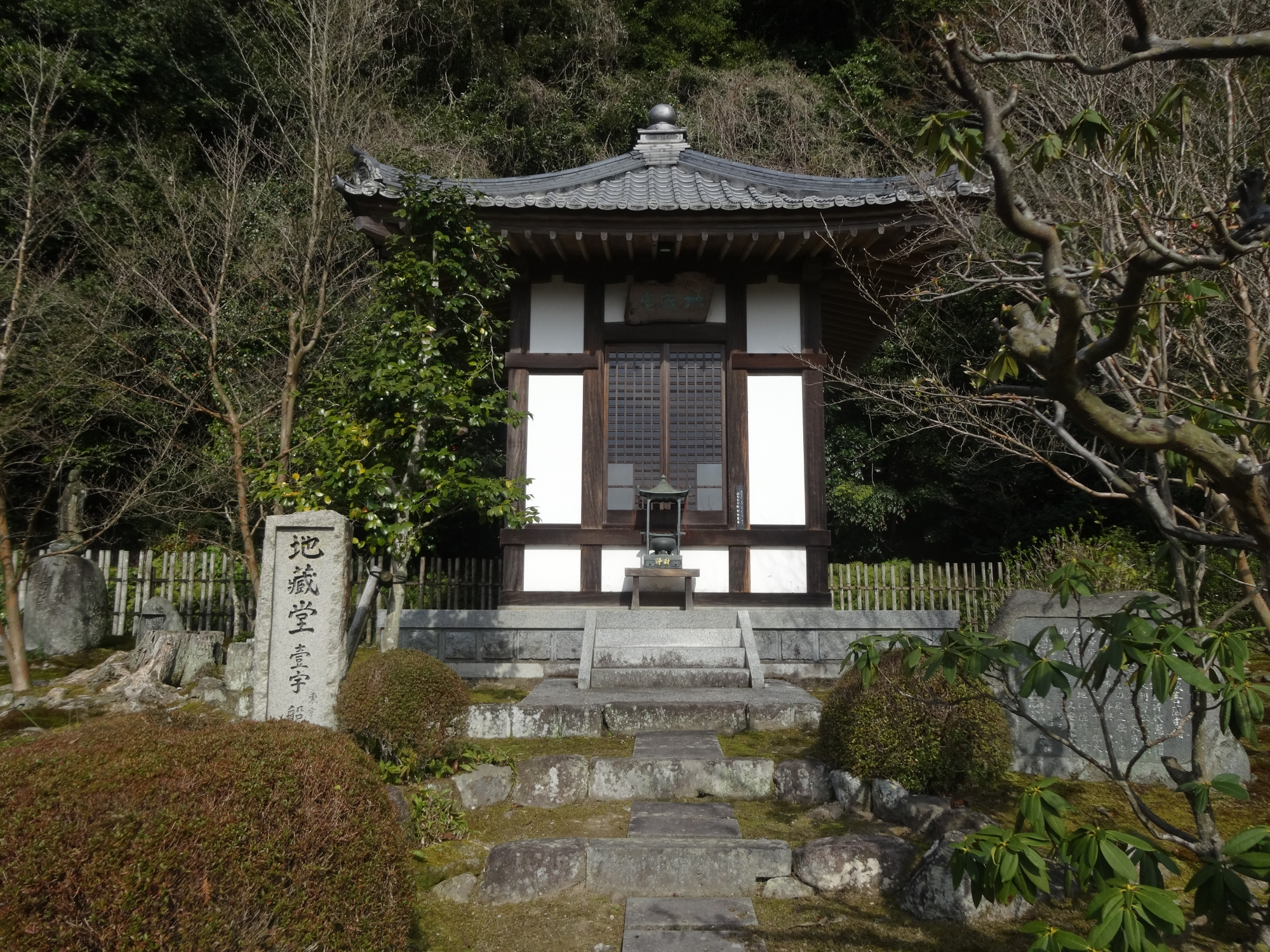
地蔵堂